# Hillary Clinton
Hillary Diane Rodham Clinton, születési neve: Hillary Diane Rodham (Chicago, 1947. október 26. –) amerikai jogász, demokrata politikus, a férje, Bill Clinton elnöksége alatt (1993 és 2001 között) az Egyesült Államok first ladyje, majd 2001 és 2009 között New York állam szenátora és 2009-től 2013-ig az első Obama-kormány külügyminisztere. A 2008-as amerikai elnökválasztás egyik esélyes, de kieső jelöltje volt. 2016-ban újra harcba szállt az elnöki posztért, miután pedig győzelmet aratott vetélytársa, Bernie Sanders vermonti szenátor fölött, július 26-án hivatalosan is megválasztották a párt elnökjelöltjének. Ezzel ő lett az első női elnökjelölt az ország történetében, de a választáson alulmaradt a republikánus színekben induló Donald Trumppal szemben.

## Életpályája
Az Illinois állambeli Park Ridge-ben nőtt fel egy középosztálybeli vállalkozó lányaként egy metodista családban. Fiatalkorában Hillary Rodham aktívan gyakorolta is vallását családjával együtt a Park ridge-i First United Methodist Church-ben (Egyesült Metodista Egyház).
Hillary az úgynevezett Seven Sisters College egyikébe, az elitegyetem Wellesley College-ba járt.

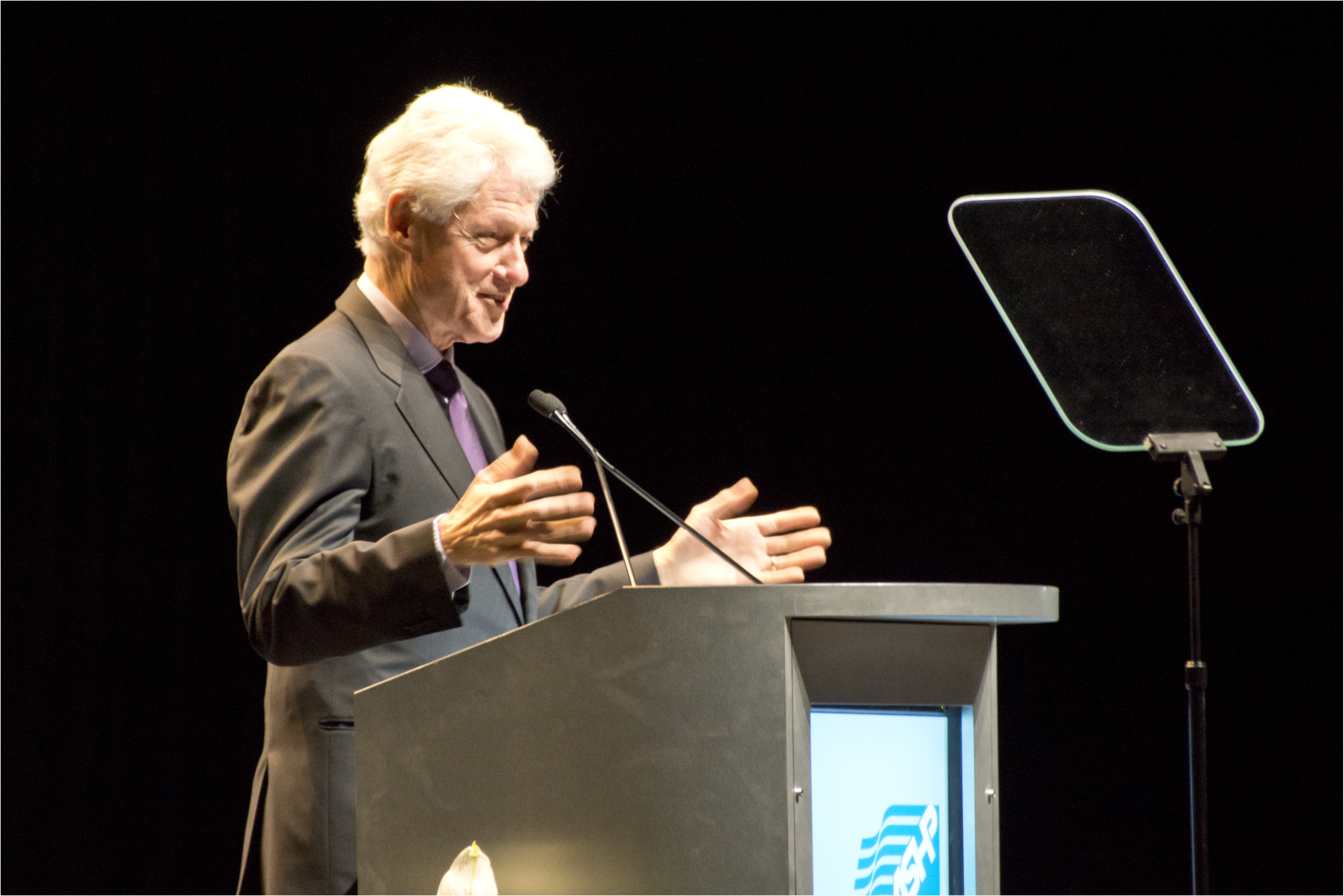
Férje, Bill Clinton, volt amerikai elnök 2012-ben

A hetvenes években jogtudományt tanult a Yale Egyetemen, ekkor ismerte meg későbbi férjét, Bill Clintont.
Hillary a Little Rock-beli Rose ügyvédi irodánál helyezkedett el mint ügyvéd, majd a University of Arkansas Law School professzora lett. Politikabeli tapasztalatait akkor szerezte, amikor 1974-ben a washingtoni amerikai képviselőházban jogtanácsosként dolgozott az igazságügyi bizottság mellett. Feladata nagyrészt abból állt, hogy kollégáival együtt bizonyítékokat állítson össze Richard Nixon elnök hivatali felelősségre vonásával kapcsolatban.
Amikor férjét 1978-ban Arkansas kormányzójának választották, felhagyott a tanítással. Miután 1992-ben Bill Clinton lett az USA elnöke, 1993 januárjában a Fehér Házba költöztek. Ugyanebben az évben Hillary a Task Force of National Health Care Reform (Nemzeti Egészségügyi Reform Munkabizottság) vezetője lett, azért, hogy a kormányzat megbízásából előkészítse az egészségügyi reformot. A kidolgozott javaslatokat azonban később elutasították.
Hillary azért szállt síkra, hogy világszerte minél nagyobb figyelmet kapjanak az emberi jogok, ezen belül is a nők egyenlősége és a gyermekvédelem.
Férjének második hivatali periódusában a médiát a Lewinsky-botrány uralta, amikor is az elnök szexuális kapcsolatba keveredett egy Fehér Ház-i gyakornokkal, Monica Lewinskyvel. Az üggyel kapcsolatban eljárást is folytattak Clinton ellen. Hillary akkoriban nem fejtette ki véleményét a történtekről a nyilvánosságnak, azonban ezt később az önéletrajzában, az Átélt történelemben megtette.
2007. november 30-án egy fegyveres férfi betört Hillary New Hampshire-i kampányirodájába, és ott több túszt is ejtett. A rendőrség azonnal lezárta a környéket, és evakuálta Barack Obama irodáját is. Hillary épp nem volt az irodában, egy virginiai kampányrendezvényre utazott. A túszejtő bombával is fenyegetőzött, de végül elengedte túszait, és megadta magát.

## Külügyminiszterként
Mind nemzetközi szinten, mind az Egyesült Államokon belül komoly kritikák merültek Hillary Clinton külügyi tevékenységével kapcsolatban (mint az arab tavaszhoz való viszony), különösen a Bengáziban található amerikai konzulátus elleni 2012. szeptember 11-i, Christopher Stevens líbiai nagykövet halálát okozó szélsőséges támadás után. A közvéleményt megosztó eset után, 2013. februárjától Hillary Clintont John Kerry váltotta a külügyek élén.

## A 2016-os amerikai elnökválasztási kampányban

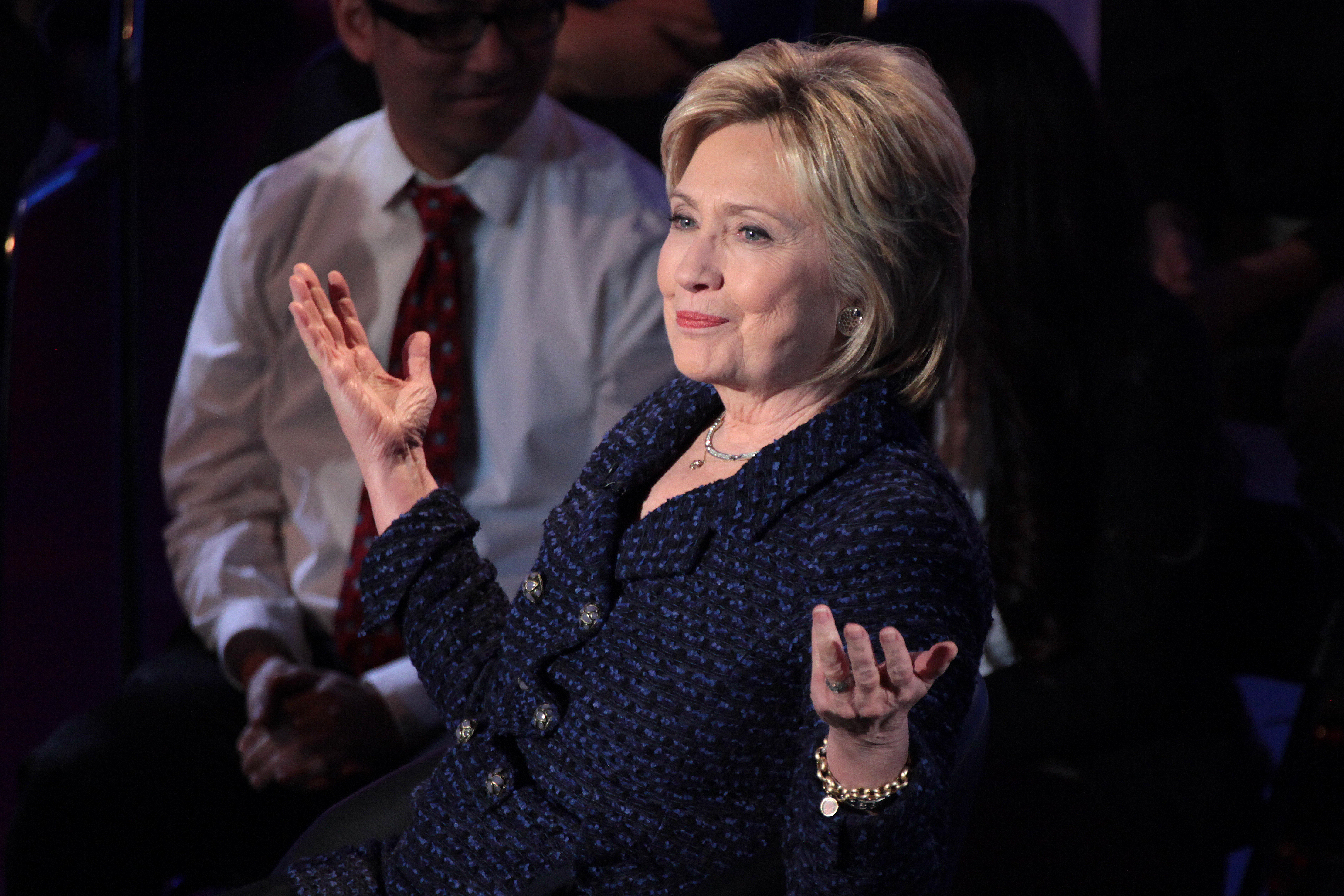
Clinton beszéde közben a színesbőrűeknek tartott elnöki gyűlésén Des Moines-ben, 2016. január 11-én

2015. április 12-én Hillary Clinton bejelentette, hogy indulni fog a 2016-os amerikai elnökválasztáson. Ekkor már készülőben volt kampánya, amely a középosztályt, az elérhetőbb egyetemi oktatást és a mindenki számára elérhető egészségügyi kezeléseket helyezte a középpontba.
A demokraták előválasztásán az államok többségében győzelmet aratott vetélytársa, Bernie Sanders fölött. 2016. június 7-én végül megszerezte a jelöltséghez szükséges küldöttek támogatását. 2016. július 26-án Philadelphiában hivatalosan is Clinton lett a demokrata elnökjelölt, így ő lett az első női elnökjelölt az ország történetében. Egy nappal később hivatalosan is bejelentették az alelnökjelöltet, aki Tim Kaine lett.
Mikor kiderült, hogy Clinton ellenfele a republikánusok részéről Donald Trump közismert ingatlanfejlesztő lesz, sokan úgy gondolták, hogy a politikán kívülről érkező, harsány botrányhős, aki a kampányában is folytatta sértegető és vádaskodó stílusát, teljesen esélytelen lesz a felkészültnek tartott, politikában már harminc éve jelenlévő és first lady-ként is szerepet vállaló Clintonnal szemben, azzal együtt, hogy személyében az első esélyes női elnök lehet. A körülmények azonban nem Clintonnak kedveztek: számos körülmény, mint a társadalom elitellenessége, mely a 2008-ban kirobbant gazdasági világválságtól datálható, és a Brexittel folytatódott, kiábrándított sokakat azokból a politikusokból, akik közé Clinton is tartozott, ezen kívül maga Clinton is számos ponton hagyott támadási felületet.
A legjelentősebb ezek közül az az e-mail-botrány volt, melynek során kiderült, hogy még külügyminiszterként bizalmas információkat a minisztérium saját rendszere helyett a magánfiókjából küldött és fogadott, ráadásul számos információt egyeztetés nélkül törölt, ami szembe megy a Szövetségi Archiválási Törvény (Federal Records Act) rendelkezéseivel. Clinton viszont nem igazán látta be, hogy hibázott, ráadásul a Szövetségi Nyomozóiroda 11 nappal a választás előtt írt egy levelet a kongresszusnak Clinton kínos e-mail-botrányával kapcsolatban, amivel újra közbeszéd témájává tette az ügyet, ezzel pedig a demokraták értelmezésében megakadályozta, hogy Clinton optimista üzenettel zárhassa kampányát. Maga Clinton is emiatt hibáztatta utólag az FBI-t az elbukott választásért.
Ugyanakkor a kampányban sem ment minden simán, először kiderült a WikiLeaksen, hogy az előválasztások során a Demokrata Párt egyértelműen őt támogatta a másik népszerű jelölt, Bernie Sanders vermonti szenátor kárára, ahelyett, hogy egyenlő feltételeket biztosítottak volna, a botrány miatt a Demokrata Párt elnöke, Debbie Wasserman Schultz le is mondott. Utána egyértelművé vált, hogy a demokraták – sok mindenkihez hasonlóan – alábecsülték Trump támogatottságát, bízva abban, hogy a republikánus jelölt harsány és szalonképtelennek elkönyvelt stílusával úgysem győzhet, ugyanakkor nem voltak képesek bázist kiépíteni és azokat a szavazókat mozgósítani, akik annak idején Obamára szavaztak. Ehhez jött az elitellenes hangulat, ami kedvezett az outsider Trumpnak.
Clinton és Trump támogatottsága a kampányban nagyjából fej-fej mellett haladt, Clintonnak minden esélye meglett volna a győzelemre, ha Michigan, Wisconsin és Pennsylvania államokban egy százalékpontot javít, ha szorosan is, de ő nyert volna. Bár számszerűleg többen szavaztak rá, ha 55 ezer szavazót maga mellé állít, megnyerte volna azt az 55 elektort, amivel Trump győzött. Ezen kívül több olyan államban is a republikánusokra szavaztak, ahol korábban rendszerint demokraták nyertek. A tényekhez hozzátartozik még, hogy kevesen, a választók 55%-a ment csak el szavazni, míg 2008-ban még 64% szavazott.
Clinton a vereség után azt mondta, hogy csalódott és hogy a kudarc fájdalmas és sokáig az is lesz, hozzátéve, hogy „Nemzetünk mélyebben megosztott, mint gondoltuk. De hiszünk Amerikában." Utána elmondta, hogy elfogadják Trump győzelmét és hogy felajánlotta Trumpnak, hogy együtt dolgozzanak az országért, valamint hogy esélyt kell adniuk Donald Trumpnak is, hogy jó elnök lehessen.

## Családja
Férjével, Bill Clintonnal nem sokkal a megismerkedésük után, 1975-ben házasodtak össze, majd 1980-ban született meg lányuk, Chelsea Clinton. 2014. szeptember 27-én világra jött az első unokája, Charlotte Clinton Mezvinsky, a lányának, Chelsea Clintonnak Marc Mezvinskytől született lánya. 2016. június 18-án Chelsie Clinton egy fiúnak, a Clinton-házaspár második unokájának adott életet, aki az Aidan Clinton Mezvinsky nevet viseli.

## Magyarul megjelent művei
- Élő történelem; ford. Kiss Marianne; Geopen, Bp., 2003